# Crispenhofen
Crispenhofen ist ein Ortsteil der Gemeinde Weißbach im Hohenlohekreis in Baden-Württemberg (Deutschland). Crispenhofen liegt nördlich von Weißbach.

## Geographische Lage

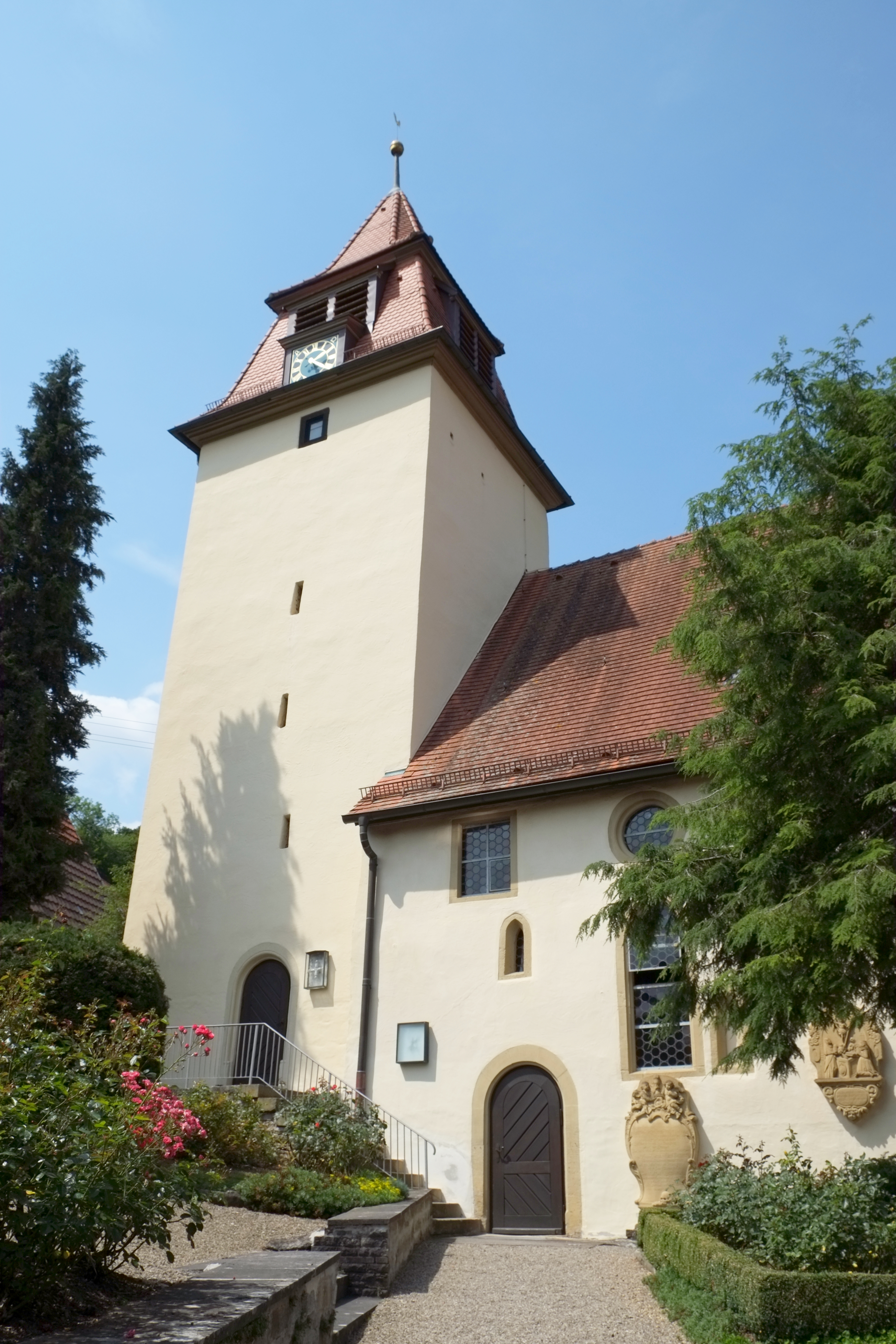
Evangelische Kirche

Zur ehemaligen Gemeinde Crispenhofen gehörten das Dorf Crispenhofen und der Weiler Halberg sowie die abgegangenen Ortschaften Breitental, Entberg, Wallenstein und Hettenbach. Der gesamte Ortsteil hatte am 30. September 2022 450 Einwohner. Das Dorf liegt im unteren Talzug des Langenbachs, der Weiler Halberg weiter talabwärts auf der linken Berghöhe; dort entspringt der Halberger Bach, ein deutlich kleineres Gewässer, das kurz vor dem Langenbach in Weißbach dem Kocher zufließt.
Naturräumlich gehört das Gebiet des Ortsteils zu den Kocher-Jagst-Ebenen, dominant und auf den Höhen fast ganz zum Unterraum Dörrenzimmerner Platte der Mittleren Kocher-Jagst-Ebenen, mit nur einem kleinen Zwickel im Unterraum Schöntaler Buchwald der Westlichen Kocher-Jagst-Ebenen. Das Langenbachtal ab dem Dorf Crispenhofen zählt dagegen zum Unterraum Unteres Kochertal des Kochertals.
Im Untergrund liegt fast überall Muschelkalk, auf den Höhen überwiegend Oberer Muschelkalk, der vereinzelt mit kleinen Inseln von Lettenkeuper (Erfurt-Formation) oder auch mit Lösssediment aus dem Quartär überlagert ist. An den Talflanken des Langenbach-Haupttals und seiner zwei Zuflüsse Hettenbach und Gäbichsbach streichen dagegen Mittlerer und bis zum Ortsbereich von Crispenhofen auch noch Unterer Muschelkalk aus; wegen des von Südost nach Nordwest das Haupttal querenden Störungsbündels der Mühlbach-Verwerfung taucht der Untere Muschelkalk abwärts im Tal wieder ab. Im unteren Dorfbereich belegen einige als Geotop ausgewiesene Aufschlüsse die Verwerfung.

## Geschichte
Crispenhofen wird erstmals 1344 urkundlich erwähnt. Am 1. Januar 1974 wurde Crispenhofen nach Weißbach eingemeindet.

## Sehenswürdigkeiten
- Evangelische Kirche

## Verkehr
Das Dorf Crispenhofen liegt an der L 1046, die von Schöntal-Westernhausen im Jagsttal im Nordwesten kommend durch das Gäbichsbach-Tal ins Langenbachtal absteigt und dann südwärts nach Weißbach weiterläuft. Von dieser Landesstraße zweigt im Dorf die K 2318 ab, die über das Hettenbachtal ostwärts und dann südostwärts nach Ingelfingen-Criesbach im Kochertal führt. Die Verbindung zum Ingelfinger Dorf Diebach weiter oben im Langenbachtal ist noch niederrangiger.